# Antonina Gordej
Antonina Gordej, nata Žur (in russo Антонина Гордей?; Bielorussia, 1907 – Minsk, 1978), è stata una donna bielorussa che, durante la seconda guerra mondiale, si prese cura di una bambina ebrea evitandone la persecuzione da parte dei nazisti nell'ambito dell'Olocausto, e fu per questo riconosciuta come giusta tra le nazioni da Yad Vashem.

## Biografia
Antonina Žur lavorava come bambinaia per una famiglia ebrea di Minsk, i Ledvič, prendendosi cura dei loro due pargoli: Rafail, 6 anni, e Raja, 3 anni. Il padre dei bambini, Morduch Ledvič, era un ingegnere civile, mentre sua moglie Fanja era direttrice di un asilo. Quando la Germania nazista invase l'Unione Sovietica, Morduch fu arruolato nell'Armata Rossa, mentre a Fanja fu ordinato di evacuare i bambini dell'asilo verso est. Dovendo partire in fretta a seguito del bombardamento del 26 giugno 1941, non riuscì a ricongiungersi con i suoi figli, che dunque rimasero a Minsk, occupata dai tedeschi due giorni dopo. Fu Antonina a prendersi carico dei bambini, portandoli con sé presso alcuni amici, ma non riuscendo a mantenerli economicamente, dovette alla fine lasciarli in un orfanotrofio, dove almeno sarebbero stati adeguatamente nutriti. Poco dopo, però, i fratelli Ledvič, insieme ad altri bambini ebrei, furono trasferiti nell'orfanotrofio del ghetto di Minsk. Antonina continuò comunque a visitarli, portando loro del cibo e promettendo che li avrebbe portati via non appena si fosse sistemata e avesse trovato un lavoro. Ma un giorno, alcuni mesi dopo, Antonina, nella sua consueta visita al ghetto, notò la mancanza di Rafail; i bambini dell'orfanotrofio le dissero che i tedeschi gli avevano prelevato ripetutamente dei campioni di sangue, causandone la morte. Temendo di perdere anche la piccola Raja, Antonina la fece uscire di nascosto dal ghetto il giorno stesso.
Era l'inverno del 1941-1942. Raja non aveva abiti invernali e soffriva di malnutrizione. Antonina portò la bambina da sua sorella, dove rimase per un po'. Migliorata la sua situazione economica, Antonina, che nel frattempo si era anche sposata, tornò ad occuparsi di Raja, facendo credere al marito che fosse una sua figlia illegittima. Tuttavia, poiché non aveva un certificato di nascita o qualsiasi documento che attestasse la loro parentela, Antonina nascondeva Raja ogni volta che si presentavano a casa degli sconosciuti o dei tedeschi. Nel 1943 diede alla luce un bambino, Vladimir, continuando però a proteggere Raja e a prendersene cura fino alla fine della guerra.
Dopo la liberazione, Morduch e Fanja Ledvič tornarono a Minsk e si ricongiunsero con Raja, ma vennero anche a sapere da Antonina della morte del figlio Rafail. Raja Ledvič rimase a vivere a Minsk e mantenne i contatti con Antonina fino alla morte di quest'ultima, avvenuta nel 1978. Il 9 maggio 2007 fu riconosciuta come giusta tra le nazioni da Yad Vashem per il suo atto di altruismo.